# Iacob Teclu
Iacob Teclu (n. 9 mai 1899, București, România – d. 9 ianuarie 1976, București, România) a fost un general de armată român, care a luptat în cel de al Doilea Război Mondial. 

## Biografie
Iacob Teclu s-a născut la 9 mai 1899 la București. A absolvit Școala de Ofițeri de Infanterie (1916 - 1917), Școala Specială de Infanterie (1919) și Școala Superioară de Război (1933 - 1935).

## Viață militară
Grade militare care i s-au conferit au fost
- sublocotenent - iunie 1917,
- locotenent - octombrie 1919,
- căpitan - 1925,
- maior - 1935,
- locotenent colonel - 1940,
- colonel - februarie 1944,
- general de brigadă - august 1945,
- general locotenent - 1948,
- În anul 1958 este avansat la gradul de general de armată de către Gheorghe Gheorghiu-Dej.

Funcții îndeplinite: comandant de pluton (1917 - 1919), ofițer cu aprovizionarea (1919 - 1923), comandant de companie (1923 - 1925) și casier la Regimentul 2 Grăniceri (1925 - 1930), comandant de companie în Regimentul 3 Grăniceri (1930 - 1933).
Ofițer în M.St.M. (1937 - 1939), șef de birou în Corpul 2 Armată (1939), Divizia 12 Infanterie (1940), șef de birou în Direcția Personal al Ministerului Apărării (martie 1940 - aprilie 1942), fiind apoi numit ca locțiitor al comandantului Regimentului 27 de infanterie Dorobanți.
În noiembrie 1942, locotenent-colonelul Iacob Teclu a fost luat prizonier de război de către sovietici. Împreună cu un grup de ofițeri superiori români (între care locotenent coloneii - ulterior generalii - Nicolae Cambrea și Floca Arhip) și cu sprijinul activ al comuniștilor români refugiați în U.R.S.S, el a participat la constituirea oficială, la 15 noiembrie 1943, a Diviziei de voluntari "Tudor Vladimirescu". 
Iacob Teclu a fost numit ca șef de stat-major al Diviziei Tudor Vladimirescu (1943-1945), participând la campania antihitleristă de pe Frontul de Vest. În perioada 31 ianuarie - 10 martie 1945, colonelul Teclu a fost comandant al Diviziei Tudor Vladimirescu. 
În anul 1945 este înaintat la gradul de general de brigadă (cu 1 stea). Între anii 26 iunie 1947 - 12 februarie 1948, a fost comandant al Comandamentului Trupelor de Grăniceri din România. Secretar general pentru Trupe al M.A.I. (ian. - mai 1948), subșef al M.St.M. (mai 1948 - august 1949, 1950 - 1952), șeful Direcției Pregătire de Luptă (1949 - 1950). În perioada 1 mai 1952 - 12 octombrie 1955, generalul de armată Iacob Teclu a condus Regiunea a III-a Militară, cu sediul la Cluj. Între anii 1957-1965, generalul de armată Iacob Teclu a fost comandant al Academiei Militare din București. A devenit ulterior președinte al Asociației Veteranilor de Război din R.S. România. Primlocțiitor al M.F.A. (1955 - 1959) și președinte Comisiei Superioare de Regulamente a M.Ap.N.
În 1961, generalul Iacob Teclu a fost numit membru al Consiliului de Stat.
Generalul Teclu a fost decorat atât pentru activitatea militară desfășurată, cât și pentru serviciul credincios în slujba Partidului Comunist. Menționăm următoarele decorații: 
Ordinul "Mihai Viteazul", cl. III cu spade (DR 3232/11.11.1946); 
Medalia de aur "Secera și Ciocanul".
I s-a conferit Titlul de "Erou al Muncii Socialiste" prin Decretul 439/9 mai 1969 emis de Consiliului de Stat al Republicii Socialiste România.
A încetat din viață la 9 ianuarie 1976.

## Decorații
- Ordinul „Steaua României” în gradul de cavaler (8 iunie 1940)[3]
- Medalia „A cincea aniversare a Republicii Populare Române” (24 decembrie 1952) „pentru lupta și munca duse în vederea făuririi, consolidării și prosperării Republicii Populare Române”[4]
- Ordinul „23 August” clasa a II-a (12 august 1959) „pentru contribuția activă la întărirea regimului democrat-popular”[5]
- Medalia „40 de ani de la înființarea Partidului Comunist din Romînia” (6 mai 1961) „pentru activitate îndelungată în mișcarea muncitorească și merite în opera de construire a socialismului”[6]
- Ordinul „Tudor Vladimirescu” clasa a II-a (30 aprilie 1966) „cu prilejul celei de-a 45-a aniversări de la înființarea Partidului Partidului Comunist din România, pentru merite deosebite în opera de construire a socialismului”[7]
- Ordinul „Victoria Socialismului” (19 august 1974) „pentru contribuția deosebită adusă la înfăptuirea politicii Partidului Comunist Român de făurire a societății socialiste multilateral dezvoltate în patria noastră”[8][9]

## Legături externe
- Generals.dk - Iacob Teclu